# Hardcourt

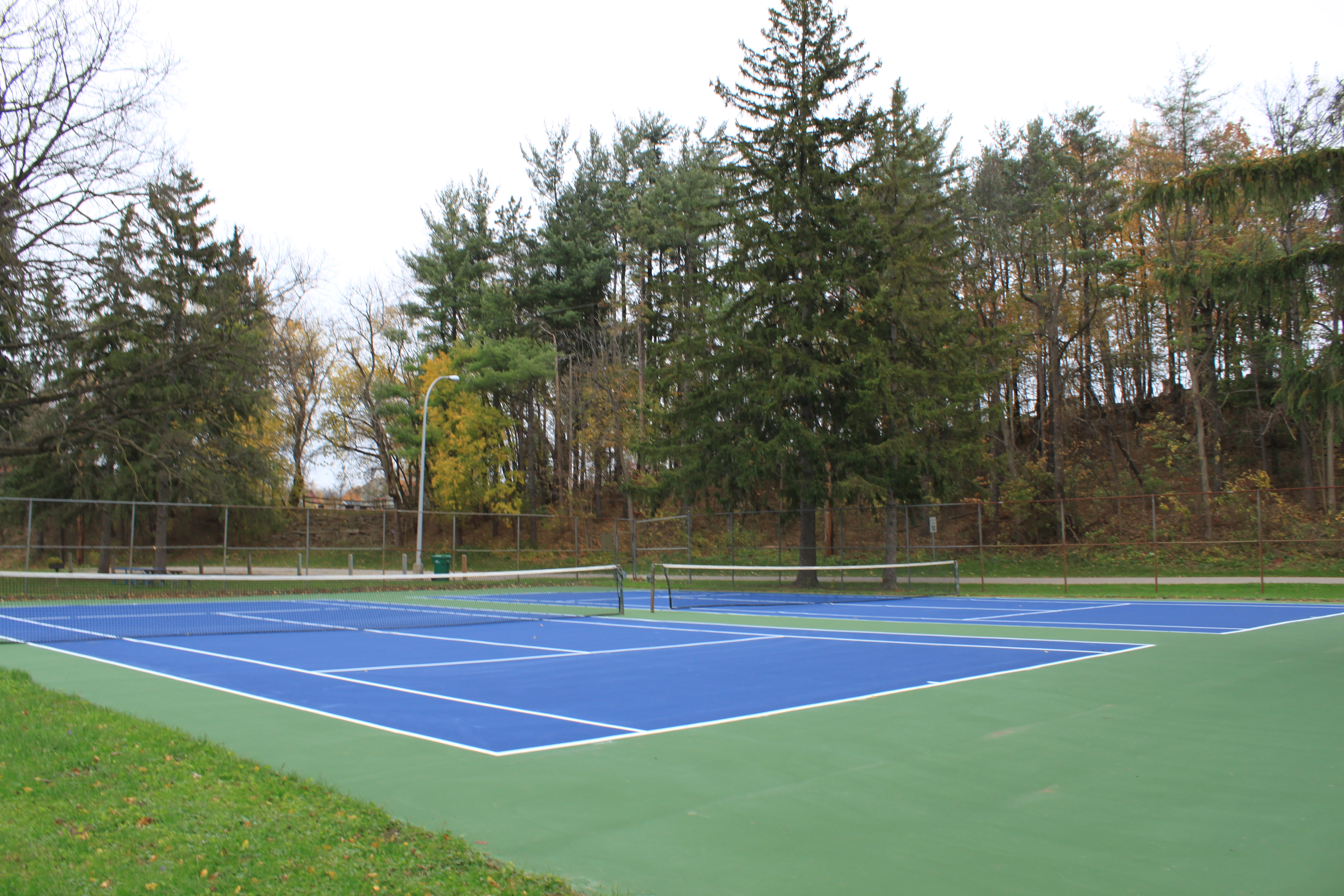
Een hardcourtbaan in Michigan (Verenigde Staten)

Hardcourt is een harde ondergrond voor tennisbanen, op basis van beton of asfalt, waarop een rubberachtige coating is aangebracht die de onderlaag waterdicht afdekt en geschikt is om de belijning op aan te brengen. Er zijn diverse coatings beschikbaar, van hard (snelle baan) tot zacht en flexibel (langzame baan). Hardcourtbanen worden voor zowel professioneel toernooitennis als voor recreatief tennis gebruikt. De aanlegkosten zijn relatief laag en de baan vergt weinig onderhoud en kan zomer en winter worden gebruikt. De ITF heeft een methode ontwikkeld om hardcourtbanen te classificeren (snel of langzaam).
De grandslamtoernooien in New York (US Open) en Melbourne (Australian Open) worden op hardcourt gespeeld. Grandslamtoernooien worden onder supervisie van de ITF (International Tennis Federation) georganiseerd.

## Voorbeelden van hardcourtbanen
- KroPor drainbeton (zowel als sportvloer of als fundatie geschikt)
- Mateco (in Nederland)
- Rebound Ace (Australian Open tot 2007)
- Plexicushion (Australian Open 2008–2019)
- Deco Turf II (US Open)
- Green Set : wordt wereldwijd het meest opgespeeld gedurende 35 jaar ( ATP/WTA/ITF ). Daviscup Madrid 2019 - Fedcup Finals : Australia/France - Olympische Spelen 2016 - Australian Open 2020, ATP Finals London...